# Dighton Rock
Dighton Rock er en sandsten på 40 tons, der oprindeligt lå ved flodbredden af Taunton River ved Berkeley Massachusetts (tidligere en del af Dighton). Den blev den sandsynligvis ført hertil under den seneste istid.
Stenen er kendt for kontroverser vedrørende dens mystiske helleristninger. I 1963 blev stenen flyttet fra flodbredden.
Over de sidste 3 århundreder har der været foreslået mange teorier om helleristningernes oprindelse:
- Amerikansk indiansk oprindelse
- Fønikisk oprindelse
- Nordisk oprindelse (foreslået i 1837 af Carl Christian Rafn)
- Portugisisk oprindelse